# افلاج در پادشاهی عمان

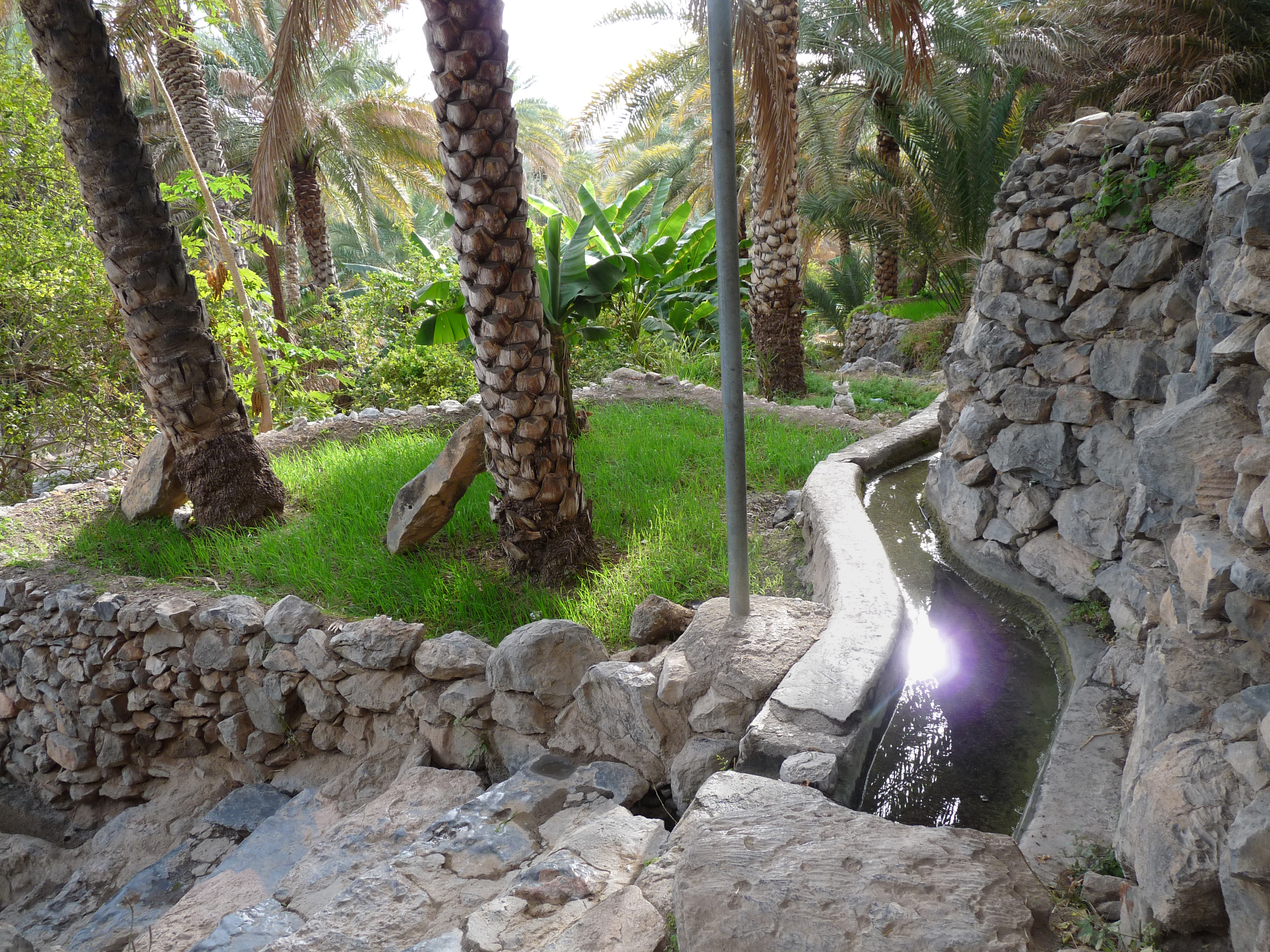

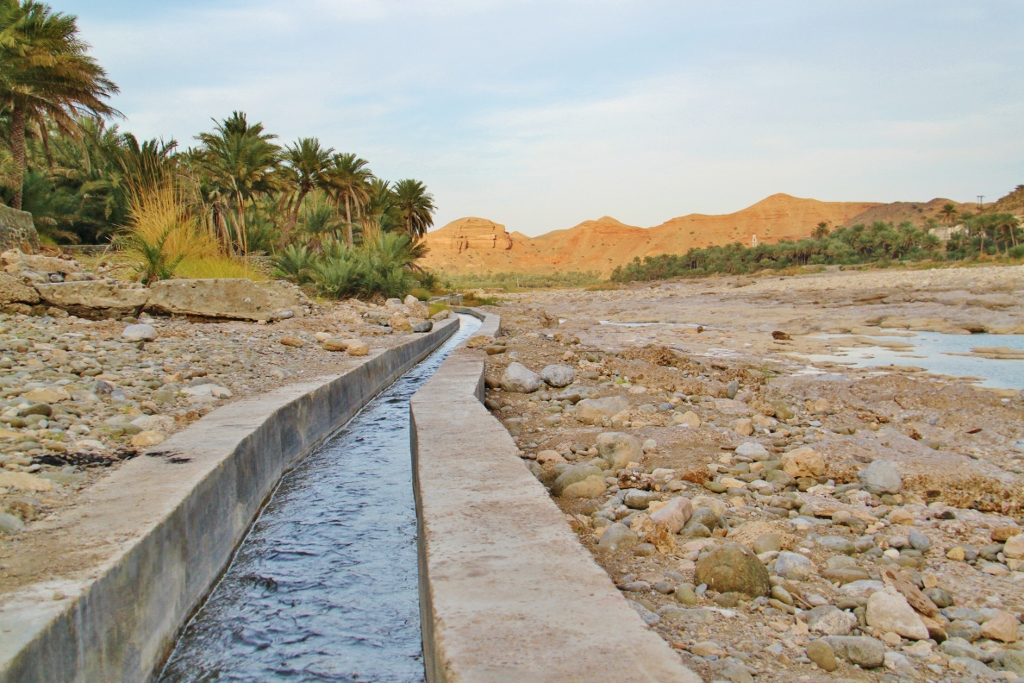
افلاج یکی از کهن ترین سامانه های آبیاری در عمان و شبه جزیره عربستان است.

افلاج یک سامانهٔ آبیاریِ ثبت‌شده در یونسکو است که کشور عمان از زمان‌های دور به آن وابسته بوده‌است.
این واژه جمع فلاج است و آن یک کانال آبی است که از شکافی در جایی بلند با یک لایهٔ صخره‌ای سرچشمه می‌گیرد و از آن جا تا زمین‌های کشاورزی گسترش می‌یابد.
از این سامانه همچنین در برخی سرزمین‌های پیرامون مانند امارات متحده عربی و عربستان سعودی بهره برده می‌شود.
کمیتهٔ میراث جهانی یونسکو پنج فلاج عمانی را فهرست کرده‌است.

## دربارهٔ افلاج
افلاج یک سامانهٔ بومی برای فراهم کردن آب در کانال‌ها برای مصارف گوناگون است.
فرهنگ‌لغت‌های عربی آن را به عنوان رودخانه یا آب روان از چشمه می‌شناسانند.
و گفته شده که فلاج رودخانه کوچک یا کانالی است که همهٔ باغ را آبیاری می‌کند.
گفته شده بود که عمانی‌ها افلاج را از آن ایرانیانِ ۲۵۰۰ سال پیش از میلاد می‌دانستند.
با پا گرفتن افلاج کشاورزی در عمان شکوفا شد و فراورده‌های کشاورزی گسترش و گوناگونی یافت، که تأثیر ژرفی بر زندگی مردمان عمانی داشت.
این گوناگونی و فراوانی فرآورده‌ها در عمان بیشتر وامدار فلاج بود.
افلاج پدیده‌ای یگانه می‌باشد که ویژهٔ عمان است و هیچ چیز مانند آن را نمی‌توان یافت به جز نمونه‌های انگشت‌شمار در ایران و امارات.
کارکرد این افلاج‌ها از راه کانال‌هایشان و بهره‌مندی از گرانش زمین، متکی به منابع طبیعی آب است بی آنکه نیازی به فناوری روز و پمپاژ آب باشد.

## آمار
شمار فلاج‌ها در عمان ۴۱۱۲ فلاج است که از میان این‌ها ۳۰۱۷ فلاج فعال هستند.
تولید آب افلاج روی‌ هم‌ رفته سالانه نزدیکِ ۶۸۰ میلیون متر مکعب است.
کشتزارهای آبیاری‌شده ازسوی این افلاج ۱۸,۵۳۶ هکتار یا ۳۰ درصد از همهٔ پهنهٔ زیر کشت در پادشاهی عمان است.
درازای این افلاج روی‌ هم‌ رفته ۲۹۰۰ کیلومتر است.
آب افلاج ۴۳ درصد از کل منابع آب تجدیدپذیر عمان را در بر می‌گیرد.

## فلاج‌های نامبرده شده در فهرست میراث جهانی
در سال ۲۰۰۶ ، سازمان آموزشی، علمی و فرهنگی ملل متحد (یونسکو) پنج فلاج عمانی را در فهرست میراث جهانی گذارد. این فلاج‌ها عبارتند از:
| فلج         | گونه   | استان                   | شهرستان      |
| ----------- | ------ | ----------------------- | ------------ |
| فلج دارس    | داوودي | ولاية نزوى              | الداخلية     |
| فلج الخطمين | داوودي | بركة الموز - ولاية نزوى | الداخلية     |
| فلج الملكي  | داوودي | ولاية إزكي              | الداخلية     |
| فلج الميسر  | داوودي | ولاية الرستاق           | جنوب الباطنة |
| فلج الجيلة  | عيني   | بلدة الجيلة - ولاية صور | جنوب الشرقية |